# (55751) 1991 NM4
(55751) 1991 NM4 là một tiểu hành tinh vành đai chính. Nó được phát hiện bởi Henri Debehogne ở Đài thiên văn La Silla ở Chile ngày 8 tháng 7 năm 1991.